# James Forrestal
James Vincent Forrestal (Beacon (New York), 15 februari 1892 – Bethesda (Maryland), 22 mei 1949) was een Amerikaans politicus van de Democratische Partij. Hij was de eerste minister van Defensie onder president Harry S. Truman van 1947 tot 1949. Eerder was hij de minister van de Marine onder presidenten Franklin Delano Roosevelt en Truman van 1944 tot 1947.
- Bibsys: 90695445
- Catàleg d'autoritats de noms i títols de Catalunya: 981058509878006706
- CiNii: DA02986697
- Gemeinsame Normdatei: 119090279
- International Standard Name Identifier: 0000 0001 0959 1319
- Library of Congress Control Number: n86114299
- National Archives and Records Administration: 10571342
- Bibliotheek van het Japanse parlement: 00757603
- Nationale Bibliotheek van Tsjechië: hka20211128761
- Nationale bibliotheek van Australië: 35094477
- Nationale Bibliotheek van Israël: 987007271426805171
- Nederlandse Thesaurus van Auteursnamen: 096402091
- Réseau des bibliothèques de Suisse occidentale: 02-A003253737
- SNAC: w67t8d1q
- Système universitaire de documentation: 069157979
- Trove: 824914
- Virtual International Authority File: 20482758
- WorldCat: E39PBJpYwcHcqKGrb3dRpmtMyd